# Las Tacas
Las Tacas es un complejo turístico y balneario ubicado en la comuna de Coquimbo, Chile, en la cual se encuentra instalado un complejo turístico e inmobiliario privado desarrollado por la oficina de arquitectura Archiplan y que cuenta con servicios de esparcimiento, restaurantes concesionados, los cuales prestan servicios a los visitantes y propietarios, y posee un puerto especializado para el mantenimiento de yates que guardan y utilizan los propietarios del recinto. Su primera etapa fue inaugurada en febrero de 1993.
Este recinto privado comparte parte del territorio con la actividad de pescadores y recolectores artesanales de las inmediaciones, y permite el libre acceso a la playa a los pescadores y turistas.
El acceso a Las Tacas se realiza a través de la Ruta 5 (Autopista del Elqui) y, además, cuenta con un aeródromo, el Aeródromo Las Tacas.